# Menat e Chasteugalhard
Menat és un municipi francès situat al departament del Puèi Domat i a la regió d'Alvèrnia-Roine-Alps. L'any 2007 tenia 592 habitants.

## Poblacions properes
El següent diagrama mostra les poblacions més properes.

## Demografia

### Població
El 2007 la població de fet de Menat era de 592 persones. Hi havia 260 famílies de les quals 92 eren unipersonals (44 homes vivint sols i 48 dones vivint soles), 76 parelles sense fills, 72 parelles amb fills i 20 famílies monoparentals amb fills. La població d'habitants censats ha evolucionat segons el següent gràfic:

### Habitatges
El 2007 hi havia 418 habitatges, 269 eren l'habitatge principal de la família, 107 eren segones residències i 42 estaven desocupats. 399 eren cases i 18 eren apartaments. Dels 269 habitatges principals, 219 estaven ocupats pels seus propietaris, 38 estaven llogats i ocupats pels llogaters i 12 estaven cedits a títol gratuït; 9 tenien dues cambres, 37 en tenien tres, 87 en tenien quatre i 136 en tenien cinc o més. 229 habitatges disposaven pel capbaix d'una plaça de pàrquing. A 133 habitatges hi havia un automòbil i a 108 n'hi havia dos o més.

### Piràmide de població
La piràmide de població per edats i sexe el 2009 era:
| Homes | Edats   | Dones |
| ----- | ------- | ----- |
| 0     | 95 o +  | 4     |
| 0     | 90 a 94 | 4     |
| 8     | 85 a 89 | 8     |
| 0     | 80 a 84 | 0     |
| 36    | 75 a 79 | 16    |
| 8     | 70 a 74 | 32    |
| 16    | 65 a 69 | 28    |
| 20    | 60 a 64 | 24    |
| 24    | 55 a 59 | 16    |
| 16    | 50 a 54 | 20    |
| 28    | 45 a 49 | 8     |
| 12    | 40 a 44 | 28    |
| 28    | 35 a 39 | 16    |
| 12    | 30 a 34 | 16    |
| 24    | 25 a 29 | 8     |
| 12    | 20 a 24 | 12    |
| 8     | 15 a 19 | 16    |
| 16    | 10 a 14 | 12    |
| 12    | 5 a 9   | 20    |
| 16    | 0 a 4   | 4     |

## Economia
El 2007 la població en edat de treballar era de 351 persones, 248 eren actives i 103 eren inactives. De les 248 persones actives 219 estaven ocupades (126 homes i 93 dones) i 29 estaven aturades (10 homes i 19 dones). De les 103 persones inactives 38 estaven jubilades, 26 estaven estudiant i 39 estaven classificades com a «altres inactius».

### Ingressos
El 2009 a Menat hi havia 275 unitats fiscals que integraven 607,5 persones, la mediana anual d'ingressos fiscals per persona era de 14.832 €.

### Activitats econòmiques
Dels 29 establiments que hi havia el 2007, 1 era d'una empresa alimentària, 1 d'una empresa de fabricació d'altres productes industrials, 3 d'empreses de construcció, 7 d'empreses de comerç i reparació d'automòbils, 3 d'empreses de transport, 5 d'empreses d'hostatgeria i restauració, 3 d'empreses immobiliàries, 2 d'empreses de serveis, 2 d'entitats de l'administració pública i 2 d'empreses classificades com a «altres activitats de serveis».
Dels 9 establiments de servei als particulars que hi havia el 2009, 1 era una gendarmeria, 1 oficina de correu, 1 taller de reparació d'automòbils i de material agrícola, 1 guixaire pintor, 1 fusteria, 2 restaurants i 2 agències immobiliàries.
Dels 2 establiments comercials que hi havia el 2009, 1 era una fleca i 1 un drogueria. L'any 2000 a Menat hi havia 23 explotacions agrícoles que ocupaven un total de 850 hectàrees.

## Equipaments sanitaris i escolars
L'únic equipament sanitari que hi havia el 2009 era una farmàcia. El 2009 hi havia una escola elemental.